# Himeros
Himeros (altgriechisch Ἵμερος Hímeros, deutsch ‚Sehnsucht‘) ist in der griechischen Mythologie die Personifikation der liebenden Sehnsucht.
Als Liebesverlangen wird Himeros erstmals bei Homer erwähnt. Bei Hesiod erscheint er personifiziert gemeinsam mit Eros als Begleiter der neugeborenen Aphrodite, die von ihnen zum Olymp begleitet wird und wohnt mit den Chariten in der Nähe der Musen. Bei Lukian von Samosata ist er der Sohn der Aphrodite. Der spätantike Rhetor Himerios sowie die spätantiken Dichter Quintus von Smyrna und Nonnos von Panopolis nennen ihn neben Eileithyia und den Erinyen als Anwesende beim Tod Semeles.
Pausanias berichtet von einer Himerosstatue des Bildhauers Skopas, die mit einer Statue des Eros und einer des Pothos neben der Aphrodite Praxis im Aphroditetempel in Megara aufgestellt war.